# Mario Melero López
Mario Melero López (Málaga, Andalucía, España, 2 de julio de 1979) es un árbitro de fútbol español de la Primera División de España. Pertenece al Comité de Árbitros de Andalucía. 

## Trayectoria
Aficionado al deporte y al fútbol desde pequeño, comenzó su carrera arbitral dirigiendo partidos escolares en el IES Salvador Rueda de Málaga. Ingresó con quince años en el Colegio de Árbitros de Fútbol de Málaga, debutando en septiembre de 1995 como árbitro asistente en un partido entre el CD Alhaurino contra el CD Mortadelo. En la siguiente jornada debutó como árbitro principal en un partido en el campo del Seminario de Málaga entre la AD Málaga contra la Escuela de Fútbol La Luz.[cita requerida]
Melero López es licenciado en Ciencias de la Actividad Física y el Deporte por la Universidad de Granada (2002), especializándose en fútbol. Es también profesor de Educación Física.
Debutó el 6 de septiembre de 2008 en Segunda División en un Hércules de Alicante Club de Fútbol contra el Rayo Vallecano de Madrid. 
Tras seis temporadas en Segunda División, donde dirigió 127 partidos, consigue el ascenso a Primera División de España junto al colegiado vasco Iñaki Vicandi Garrido y al colegiado aragonés Santiago Jaime Latre.
Debutó el 24 de agosto de 2014 en Primera División en un Real Club Celta de Vigo contra el Getafe Club de Fútbol (3-1).
Su último partido en primera división fue el día 24 de mayo de 2025 que enfrentó el Real Madrid contra la Real Sociedad en el Santiago Bernabeu.

## Temporadas
| Categoría            | País   | Año       | Partidos |
| -------------------- | ------ | --------- | -------- |
| Segunda División "B" | España | 2002-2008 | 79       |
| Segunda División     | España | 2008-2014 | 128      |
| Primera División     | España | 2014-     | 161      |

## Premios
- Trofeo Vicente Acebedo (1): 2014